# Malejewka (rejon lgowski)
Malejewka (ros. Малеевка) – wieś (ros. село, trb. sieło) w zachodniej Rosji, w sielsowiecie wyszniedieriewienskim rejonu lgowskiego w obwodzie kurskim.

## Geografia
Miejscowość położona jest nad Apoką (lewy dopływ Sejmu), 5,5 km od centrum administracyjnego sielsowietu (Wysznije Dieriewieńki), 8 km na południowy zachód od centrum administracyjnego rejonu (Lgow), 68 km na południowy zachód od Kurska.
We wsi znajduje się 105 posesji.
Klimat
Miejscowość, jak i cały rejon, znajduje się w strefie klimatu kontynentalnego z łagodnym ciepłym latem i równomiernie rozłożonymi opadami rocznymi (Dfb w klasyfikacji klimatów Köppena).

## Demografia
W 2010 r. wieś zamieszkiwało 160 osób.